# Nuklearni udarni presjek
Nuklearni udarni presjek je vrlo važan pojam iz nuklearne fizike, kojim se određuje iskoristljivost neke nuklearne reakcije ili vjerovatnost da dođe do sudara između neke ulazne elementarne čestice i atomskog jezgra nekog atoma. Mjerna jedinica za nuklearni udarni presjek je 1 barn, a to iznosi 1 × 10−28 2. Tako je na primjer nuklearni udarni presjek za uranijum-235 i spore (termičke) neutrone 700 × 10−28 2 ili 700 barna.

## Vjerovatnost nuklearnih reakcija
Dimenzije atomskog jezgra su vrlo male i iznose oko 10−14 metara. Na primjer, od ukupnog obima atoma uranijuma, atomsko jezgro i elektroni zauzimaju samo 1 / 10 000 000 000 dio. Zato je razumljivo da samo mali dio čestica (projektila) može da pogodi jezgro. Ili, drugi primjer: samo jedna od 300 000 alfa čestica može da pogodi jezgro azota ili da prođe u njegovoj blizini i skrene sa svoje putanje, što se može utvrditi u Vilsonovoj komori. Iz ovoga proizlazi da je vjerovatnost nuklearnih reakcija vrlo mala.
Nuklearna reakcija nastaje sudarom raznih čestica s jezgrima atoma na koje nailaze. Treba imati u vidu da iz snopa čestica, samo jedan dio čestica se sudara s jezgrima atoma, a ostali dio se apsorbuje (upija), rasprši ili samo prođe bez sudara.

### Matematička definicija
Zamislimo kuglasti cilj (siva ispresječena linija) i snop elementarnih čestica (plave kuglice), koje lete brzinom v (crna strelica) do cilja. Želimo znati koliko čestica udari u cilj u kratkom vremenu dt. Da bi se ovo dogodilo, čestice treba da budu u zelenom valjku, koji ima obim = baza × visina. Baza valjka je u stvari udarni presjek σ (crvena površina), a visina je put čestica u vremenu dt (put =  × ):
{\displaystyle V=\sigma \,v\,dt}
Ako se sa  označi broj čestica u jedinici obima, onda ima  čestica u obimu V, koje vrše nuklearnu reakciju. Ako se sa  označi iznos reakcija, onda se dobija:
{\displaystyle r\,dt=n\,V=n\,\sigma \,v\,dt}
Zna se da protok neutrona iznosi Φ = :
{\displaystyle r=\sigma \,\Phi }
Zna se da nije samo jedan cilj nuklearnih reakcija, već ima N reakcija po jedinici obima. Tako se dobija ukupan iznos reakcija:
{\displaystyle R=N\,r=N\,\Phi \,\sigma }
Ako je poluprečnik atomskog jezgra reda veličine 10−14 , onda je udarni presjek reda veličine 10−28 2, od čega je i proizašla definicija 1 barna. Eksperimenti su pokazali da se veličina udarnog presjeka znatno mijenja, pa tako za spore neutrone u nekim slučajevima je i preko 1000 barna, a udarni presjek gama čestica može da bude i 0,001 barna.

### Zavisnost nuklearnog udarnog presjeka od temperature
Nuklearni udarni presjek se obično mjeri na 20 ° (293,15 ). Da bi se izračunao udarni presjek na nekoj temperaturi, treba upotrijebiti formulu:
{\displaystyle \sigma =\sigma _{0}\,\left({\frac {T_{0}}{T}}\right)^{\frac {1}{2}}},
gdje je σ nuklearni udarni presjek na temperaturi T i σ0 nuklearni udarni presjek na temperaturi 0 (T i T0 u kelvinima).

## Spoljašnje veze
- Nuklearni udarni presjek
- Udarni presjek rasijanja
- Udarni presjek reakcije (IUPAC Goldbook)
- Udarni presjek sudara (IUPAC Goldbook)